# Acido litocolico
L'acido litocolico o litocolato è un acido biliare che agisce come emulsionante per solubilizzare i lipidi e permetterne l'assorbimento. L'azione della flora intestinale determina la formazione dell'acido litocolico a partire dall'acido chenodeossicolico, mediante la riduzione del gruppo idrossile legato al carbonio-7 dell'anello "B" dello scheletro steroideo.
L'acido litocolico (così come due dei suoi derivati: l'acetato e il propionato) può attivare il recettore del calcitriolo senza alzare la calcemia tanto quanto accade quando la funzione di attivazione è svolta dalla vitamina D.
Questo acido si lega con un'affinità di 20 micromoli all'enzima NAPE-PLD (fosfolipasi "D" N-acil fosfatidiletanolammina-specifica), posto sulla membrana cellulare, agevolando l'assemblaggio del relativo dimero e consentendone le reazioni catalitiche.

## Caratteristiche
L'acido litocolico risulta cancerogeno per svariati tipi di neoplasia, sia negli esseri umani che negli animali da laboratorio; di converso, alcuni studi clinici in vitro hanno dimostrato come l'acido litocolico uccida selettivamente le cellule del neuroblastoma, risparmiando le cellule neuronali normali; a concentrazioni particolarmente elevate, quest'acido è tossico anche nei riguardi delle cellule di molti altri tipi di neoplasia.
L'assunzione di fibre con la dieta favorisce l'escrezione dell'acido litocolico tramite le feci, legandosi a esso; per questo motivo, le fibre giocano un ruolo fondamentale nella prevenzione del tumore del colon-retto.
L'acido litocolico sembra inoltre rallentare il processo di invecchiamento nei lieviti, nei moscerini della frutta (Drosophila melanogaster) e in alcune specie di nematodi e di roditori.